# Commonwealth Games 1990
Die 14. Commonwealth Games fanden vom 24. Januar bis 3. Februar 1990 in der neuseeländischen Stadt Auckland statt.
Ausgetragen wurden 205 Wettbewerbe in den Sportarten Badminton, Bowls, Boxen, Gewichtheben, Judo, Leichtathletik, Radfahren, Schießen, Schwimmen (inkl. Wasserspringen und Synchronschwimmen) und Turnen (inkl. Rhythmische Sportgymnastik). Es nahmen 2073 Sportler aus 55 Ländern teil. Hauptwettkampfort war das Mount Smart Stadium.

## Teilnehmende Länder

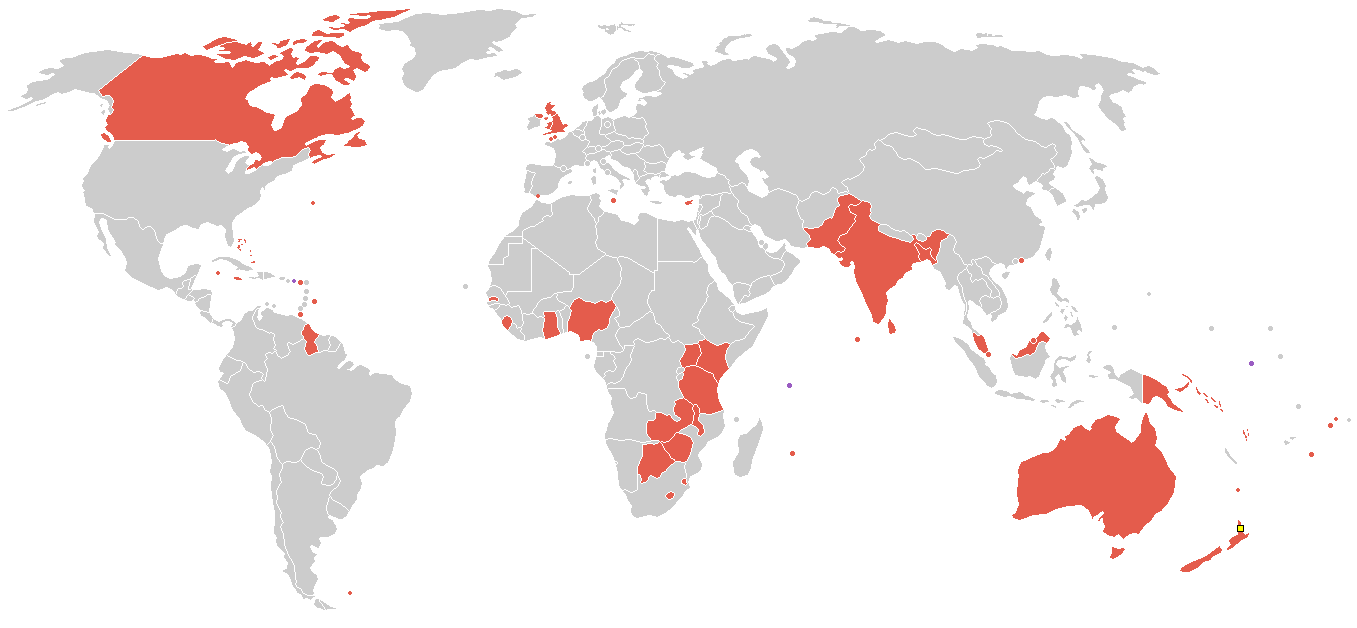
Teilnehmende Länder (violett: erstmalige Teilnahme)

- Australien
- Bahamas
- Bangladesch
- Barbados
- Bermuda
- Botswana
- Britische Jungferninseln
- Brunei
- Cookinseln
- England
- Falklandinseln
- Gambia
- Ghana
- Gibraltar
- Guernsey
- Guyana
- Hongkong
- Indien
- Isle of Man
- Jamaika
- Jersey
- Cayman Islands
- Kanada
- Kenia
- Lesotho
- Malawi
- Malaysia
- Malediven
- Malta
- Mauritius
- Nauru
- Neuseeland
- Nigeria
- Norfolkinsel
- Nordirland
- Pakistan
- Papua-Neuguinea
- St. Kitts und Nevis
- Salomonen
- Sambia
- Schottland
- Seychellen
- Sierra Leone
- Simbabwe
- Singapur
- Sri Lanka
- Swasiland
- Tansania
- Tonga
- Trinidad und Tobago
- Uganda
- Vanuatu
- Wales
- Westsamoa
- Zypern

## Ergebnisse
- Badminton
- Bowls
- Boxen
- Gewichtheben
- Judo
- Leichtathletik
- Radsport
- Rhythmische Sportgymnastik
- Schießen
- Schwimmen
- Synchronschwimmen
- Triathlon
- Turnen
- Wasserspringen

## Medaillenspiegel
| Platz | Land            | Gold | Silber | Bronze | Gesamt |
| ----- | --------------- | ---- | ------ | ------ | ------ |
| 1     | Australien      | 52   | 54     | 58     | 164    |
| 2     | England         | 47   | 40     | 43     | 130    |
| 3     | Kanada          | 35   | 43     | 38     | 116    |
| 4     | Neuseeland      | 17   | 14     | 27     | 58     |
| 5     | Indien          | 13   | 8      | 11     | 32     |
| 6     | Wales           | 10   | 3      | 12     | 25     |
| 7     | Kenia           | 6    | 9      | 3      | 18     |
| 8     | Nigeria         | 5    | 13     | 7      | 25     |
| 9     | Schottland      | 5    | 7      | 10     | 22     |
| 10    | Malaysia        | 2    | 2      | -      | 4      |
| 11    | Jamaika         | 2    | -      | 2      | 4      |
| 11    | Uganda          | 2    | -      | 2      | 4      |
| 13    | Nordirland      | 1    | 3      | 5      | 9      |
| 14    | Nauru           | 1    | 2      | -      | 3      |
| 15    | Hongkong        | 1    | 1      | 3      | 5      |
| 16    | Zypern          | 1    | 1      | -      | 2      |
| 17    | Bangladesch     | 1    | -      | 1      | 2      |
| 17    | Jersey          | 1    | -      | 1      | 2      |
| 19    | Bermuda         | 1    | -      | -      | 1      |
| 19    | Guernsey        | 1    | -      | -      | 1      |
| 19    | Papua-Neuguinea | 1    | -      | -      | 1      |
| 22    | Simbabwe        | -    | 2      | 1      | 3      |
| 23    | Ghana           | -    | 2      | -      | 2      |
| 24    | Tansania        | -    | 1      | 2      | 3      |
| 25    | Sambia          | -    | -      | 3      | 3      |
| 26    | Bahamas         | -    | -      | 2      | 2      |
| 26    | Westsamoa       | -    | -      | 2      | 2      |
| 28    | Guyana          | -    | -      | 1      | 1      |
| 28    | Isle of Man     | -    | -      | 1      | 1      |
| 28    | Malta           | -    | -      | 1      | 1      |